# Контадорський процес за мир та співпрацю
Контадорський процес — дипломатичні зусилля низки держав Латинської Америки з політичного урегулювання положення в Центральній Америці, що викликані збройними конфліктами у Гватемалі, Нікарагуа та Сальвадорі й організаційно оформлені у вигляді діяльності Контадорської групи та Групи підтримки Контадори.

## Контадорська група
1983 року було сформовано Контадорську групу, до якої увійшли:
- Венесуела,
- Колумбія,
- Мексика,
- Панама.

Перша зустріч групи відбулася в січні 1983 року на острові Контадора (Панама). Звідси і назва.

## Група підтримки Контадори
1985 року було створено Групу підтримки Контадори, куди увійшли:
- Аргентина,
- Бразилія,
- Перу,
- Уругвай.

## Зусилля з мирного урегулювання
Обидві групи виступають за пошук політичного врегулювання положення в Центральній Америці на основі розробки Акту щодо миру та співпраці в Центральній Америці — договірно-правового документу, що містить обов'язки п'яти центральноамериканських держав (Гватемала, Гондурас, Коста-Рика, Нікарагуа, Сальвадор) у політичній, соціально-економічній галузях та безпеці.
Афера Іран-контрас, яку було розкрито в листопаді 1986 року, послабила вплив США на процес мирного врегулювання.
7 серпня 1987 року глави п'яти центральноамериканських держав: Гватемали, Гондурасу, Коста-Рики, Нікарагуа та Сальвадору — підписали документ «Заходи зі встановлення міцного та тривалого миру в Центральній Америці», який узгодив порядок і конкретні терміни здійснення досягнутих домовленостей.
На думку радянських політичних коментаторів, підписання даного документу дозволило «практично розпочати розблокування конфліктної ситуації та створення стабільних мирних умов для вирішення гострих соціально-економічних проблем кожної окремої країни і всього регіону в цілому».
У березні 1988 року керівництва Нікарагуа та збройної опозиції уклали угоду про тимчасове призупинення військових дій на всій території країни.